# Ernest Blondlat
Ernest Blondlat, né le 2 décembre 1862 à Mézières et mort le 22 août 1938 à Menet, est un général français ayant servi pendant la Première Guerre mondiale.
Il est commandant supérieur des troupes d’Indochine de 1922 à 1924.

## Biographie

### Famille
Fils d’officier, Ernest Blondlat est né le 2 décembre 1862 dans la ville ardennaise de Mézières.

### Début de carrière
Ernest Blondlat s’engage dans l’Infanterie de Marine à l’École militaire de Saint-Cyr (promotion d'Égypte - 1881-1883), il  participe aux campagnes du Tonkin et du Bénin dans les années 1890. Après une courte période au ministère de la Guerre, le chef de bataillon Blondlat rejoint l’île de Madagascar en 1899, où il sert sous les ordres du général Lyautey. Grièvement blessé pendant la conquête de l'Androy, en octobre 1901, il repousse jusqu'à la mer les Antandroy de janvier à avril 1902, en s'emparant de 4 500 fusils.
Blondlat est nommé colonel en 1905, il commande en 1907 des unités tonkinoises. Au Maroc, en août et septembre 1912, il commande la colonne des Zaers (combat d'El-Fedj). Il est promu général de brigade en 1913.

### Première Guerre mondiale

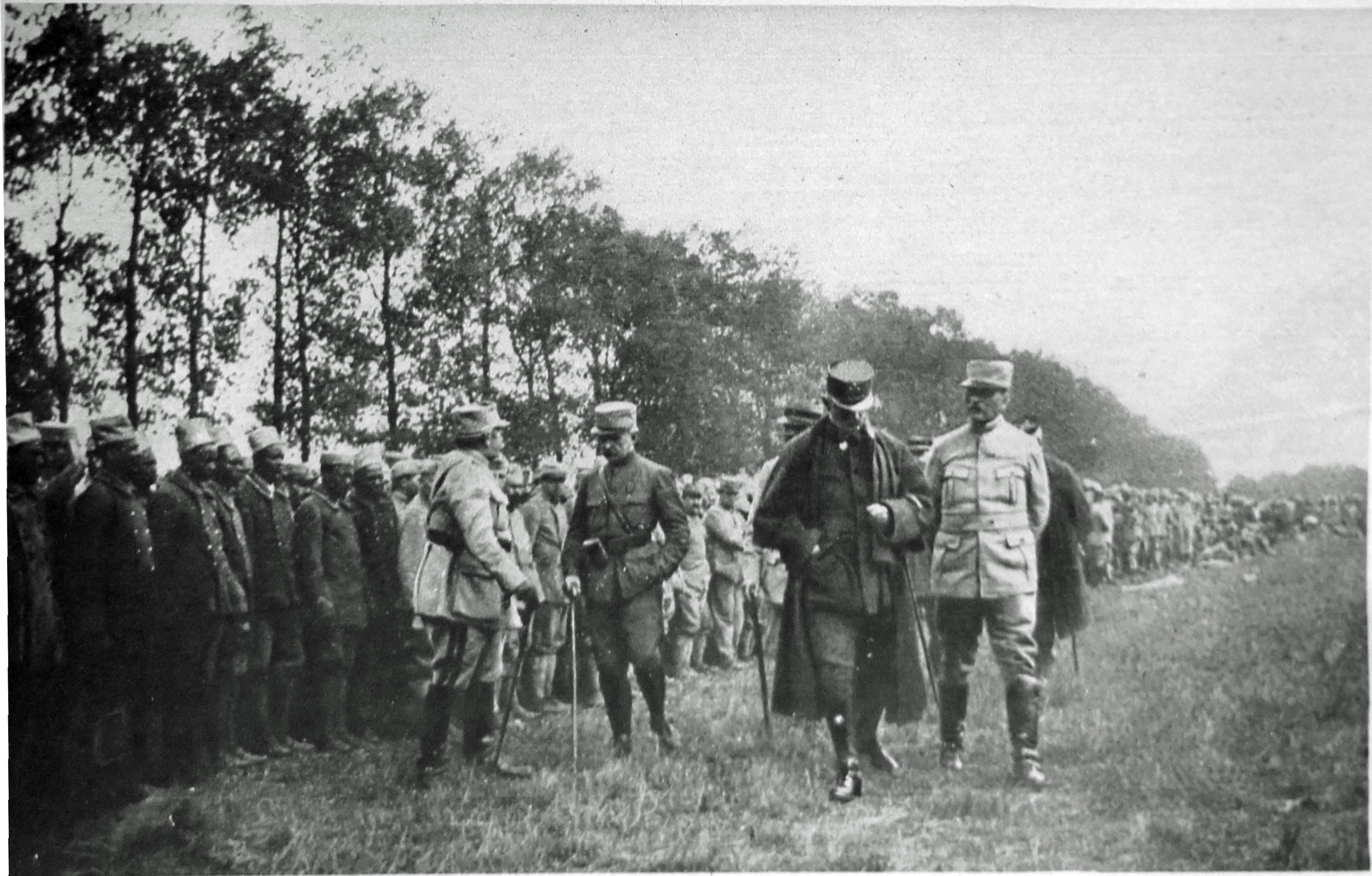
Les généraux Blondlat et Mangin passent en revue des tirailleurs, fin 1915.

Au déclenchement de la Première Guerre mondiale, Blondlat est à la tête de la 1re brigade de la division marocaine. Il prend part à la bataille de la Marne en combattant avec son unité à l'ouest des marais de Saint-Gond. Il prend le commandement de la Division marocaine à partir du 14 septembre 1914 et jusqu'au 26 juin 1915. Il obtient deux citations à l’ordre de la Xe Armée. En juin 1915, il assure le commandement du 2e CAC, il participe à la tête de son unité à l’offensive de Champagne de septembre 1915. Toujours au commandement du 2e corps colonial, il participe aux batailles de la Somme, du Chemin des Dames, du saillant de Saint-Mihiel, jusqu'en octobre 1918.

### Après guerre
L’armistice signé, le général Blondlat commande la première région militaire française à Lille jusqu’en octobre 1919.
D’avril 1922 à août 1924, il est commandant supérieur des troupes d’Indochine.
Il meurt en 1938 à Menet dans le Cantal.

### Le raid du général Blondlat
Début avril 1922, le général de division Ernest Blondlat – nouveau commandant supérieur des troupes du groupe de l’Indochine – émet le vœu de se rendre de Saïgon à Hanoï par la voie des airs. Ce parcours se fera avec six Breguet 14. La première étape, Saïgon - Qui Nhon (595 km) avec escale à Phan Rang, est parcourue le 4 avril à bord de trois hydravions de l’escadrille no 2. La seconde étape, Qui Nhon - Hué (400 km) avec escale à Tourane, permet au lieutenant Dumas d’amener le général jusqu’à la capitale de l’Annam où il séjourne deux jours. La troisième étape, Hué - Hanoï (600 km) avec escale à Vinh, met en œuvre trois Breguet 14 terrestres : deux de l’escadrille no 1, plus le no 7506 d’état-major piloté par François Glaize qui prend le général Blondlat à son bord. Les deux hommes se posent dans la matinée du 8 avril sur le terrain de Bach Maï où ils sont accueillis par le général de division Jean-Paul Sicre, commandant de la division Annam-Tonkin. Ernest Blondlat a effectué les 1 600 km du trajet Saïgon - Hanoï en 14 h 35 min de vol, à une vitesse moyenne de 110 km/h. Les six Breguet 14 engagés dans la mission ont totalisé 82 h 15 min de vol pour parcourir 9 870 km.

## Décorations

### Françaises
- Grand officier de la Légion d'honneur (10 juillet 1920)

### Étrangères
- Army Distinguished Service Medal (États-Unis, 1919)
  - « The President of the United States of America, authorized by Act of Congress, July 9, 1918, takes pleasure in presenting the Army Distinguished Service Medal to Major General Ernest J. Blondlat, French Army, for exceptionally meritorious and distinguished service in a position of great responsibility to the Government of the United States, during World War I. As Commanding General of the 2d Colonial Army Corps, French Army, it was under his command that the 2d Colonial Army Corps performed such glorious deeds as part of the 1st American Army during the St. Mihiel offensive. General Orders: War Department, General Orders No. 126 (1919). »

- Ordre impérial et militaire de Saint-Georges 4e classe (Russie, janvier 1915)[2].

## Sources
- Gérard Géhin et Jean-Pierre Lucas, « Blondlat, Ernest Joseph » in  Dictionnaire des généraux et amiraux français de la Grande Guerre (1914-1918) : Tome 1, A-K, Paris, Archives et Culture, 2008, 704 p. (ISBN 978-2350770703).
- Dossier de Légion d'honneur du général Blondlat.